# Zubacze (Białoruś)
Zubacze (biał. Зубачы, Zubaczy; ros. Зубачи, Zubaczi) – wieś na Białorusi, w obwodzie brzeskim, w rejonie bereskim, w sielsowiecie Sielec.

## Warunki naturalne
Zubacze położone są nad antropogenicznym Jeziorem Sielec, utworzonym na Jasiołdzie. W pobliżu przebiega granica Rezerwatu Biologicznego „Busłouka”.

## Historia
W XIX i w początkach XX w. położone były w Rosji, w guberni grodzieńskiej, w powiecie prużańskim, w gminie Sielec.
W dwudziestoleciu międzywojennym leżały w Polsce, w województwie poleskim, w powiecie prużańskim, w gminie Sielec. W 1921 miejscowość liczyła 122 mieszkańców, zamieszkałych w 25 budynkach, w tym 83 Białorusinów i 39 Polaków. Wszyscy mieszkańcy byli wyznania prawosławnego.
Po II wojnie światowej w granicach Związku Sowieckiego. Od 1991 w niepodległej Białorusi.